# Fairbairn Dam
Fairbairn Dam – zapora wodna w stanie Queensland w Australii, na rzece Nogoa. Znajduje się na południowy wschód od miasta Emerald. Jej wysokość wynosi 46 m, a długość 823 m. Spiętrza wody rzeki, tworząc zbiornik Maraboon o powierzchni 150 km².
Budowa zapory związana była z rozpoczęciem w 1948 roku uprawy sorgo w okolicach Emerald. W związku z tą działalnością potrzebne było stabilne źródło wody do nawadniania upraw. Budowę rozpoczęto w 1968 roku i ukończono w 1972.